# Carlos Ascues
Carlos Antonio Ascues Ávila (Caracas, 19 de junho de 1992) é um futebolista profissional peruano que atua como defensor. Atualmente defende o Orlando City.